# Görögország az 1964. évi nyári olimpiai játékokon
Görögország a japán Tokióban megrendezett 1964. évi nyári olimpiai játékok egyik részt vevő nemzete volt. Az országot az olimpián 4 sportágban 18 sportoló képviselte, akik érmet nem szereztek.

## Atlétika
Férfi
| Versenyző            | Versenyszám | Előfutam | Előfutam | Előfutam | Elődöntő | Elődöntő | Elődöntő | Döntő   | Döntő    |
| Versenyző            | Versenyszám | Idő      | Hely.    | Össz.    | Idő      | Hely.    | Össz.    | Idő     | Helyezés |
| -------------------- | ----------- | -------- | -------- | -------- | -------- | -------- | -------- | ------- | -------- |
| Jeórjiosz Marszélosz | 110 m gát   | 14,97    | 5.       | 30.      | kiesett  | kiesett  | kiesett  | kiesett | kiesett  |

| Versenyző             | Versenyszám   | Selejtező | Selejtező | Döntő    | Döntő    |
| Versenyző             | Versenyszám   | Eredmény  | Helyezés  | Eredmény | Helyezés |
| --------------------- | ------------- | --------- | --------- | -------- | -------- |
| Hrísztosz Papanikoláu | Rúdugrás      | 460 cm    | 15.*      | 440 cm   | 18.      |
| Dimítriosz Manglárasz | Távolugrás    | 721 cm    | 25.       | kiesett  | kiesett  |
| Jeórjiosz Cakaníkasz  | Súlylökés     | 18,05 m   | 6.        | 16,87 m  | 13.      |
| Jeórjiosz Cakaníkasz  | Diszkoszvetés | 51,03 m   | 22.       | kiesett  | kiesett  |
| Hrísztosz Pierákosz   | Gerelyhajítás | 72,91 m   | 9.        | 72,65 m  | 10.      |

* - egy másik versenyzővel azonos eredményt ért el

## Birkózás
Kötöttfogású
| Versenyző             | Versenyszám | 1. forduló                             | 2. forduló                   | 3. forduló                    | 4. forduló        | 5. forduló        | Döntő             | Helyezés    |
| Versenyző             | Versenyszám | Ellenfél Eredmény                      | Ellenfél Eredmény            | Ellenfél Eredmény             | Ellenfél Eredmény | Ellenfél Eredmény | Ellenfél Eredmény | Helyezés    |
| --------------------- | ----------- | -------------------------------------- | ---------------------------- | ----------------------------- | ----------------- | ----------------- | ----------------- | ----------- |
| Vaszíliosz Ganótisz   | 52 kg       | Armais Sayadov (URS) · 3-1             | Alker Imre (HUN) · kizárták  | Hanahara Cutomu (JPN) · 3-1   | kiesett           |                   | kiesett           | helyezetlen |
| Pétrosz Galaktópulosz | 63 kg       | Kim Bongdzso (Kim Bong-Jo) (KOR) · 1-3 | Johann Marte (AUT) · 3-1     | Polyák Imre (HUN) · kétvállas | kiesett           | kiesett           | kiesett           | helyezetlen |
| Dimítriosz Szávasz    | 70 kg       | Kim Ikcsong (Kim Ik-Jong) (KOR) · 1-3  | Fudzsita Tokuaki (JPN) · 3-1 | Rune Johnsson (SWE) · 2-2     | kiesett           | kiesett           | kiesett           | helyezetlen |

Szabadfogású
| Versenyző                  | Versenyszám | 1. forduló                       | 2. forduló                    | 3. forduló                         | 4. forduló        | 5. forduló        | Döntő             | Helyezés    |
| Versenyző                  | Versenyszám | Ellenfél Eredmény                | Ellenfél Eredmény             | Ellenfél Eredmény                  | Ellenfél Eredmény | Ellenfél Eredmény | Ellenfél Eredmény | Helyezés    |
| -------------------------- | ----------- | -------------------------------- | ----------------------------- | ---------------------------------- | ----------------- | ----------------- | ----------------- | ----------- |
| Athanásziosz Zafeirópulosz | 52 kg       | Liang Soon Hin (MAS) · kétvállas | Muhammad Niaz-Din (PAK) · 3-1 | Said Ali Akbar Heidari (IRI) · 3-1 | kiesett           | kiesett           | kiesett           | helyezetlen |
| Sztéfanosz Joanídisz       | 70 kg       | Muhammed Bashir (PAK) · 3-1      | Mahmut Atalay (TUR) · 3-1     | kiesett                            | kiesett           | kiesett           | kiesett           | helyezetlen |

## Sportlövészet
Férfi
| Versenyző                    | Versenyszám          | Pont | Helyezés |
| ---------------------------- | -------------------- | ---- | -------- |
| Alkiviádisz Papajeorgópulosz | Gyorstüzelő pisztoly | 581  | 21.      |
| Lámbisz Mánthosz             | Sportpuska, fekvő    | 588  | 32.      |
| Fótiosz Iszaakídisz          | Trap                 | 172  | 45.      |
| Jeórjiosz Pángalosz          | Trap                 | 187  | 19.      |

## Vitorlázás
Nyílt
| Versenyző                                                       | Versenyszám | Futam | Futam | Futam | Futam | Futam | Futam | Futam | Pontszám | Helyezés |
| Versenyző                                                       | Versenyszám | 1     | 2     | 3     | 4     | 5     | 6     | 7     | Pontszám | Helyezés |
| --------------------------------------------------------------- | ----------- | ----- | ----- | ----- | ----- | ----- | ----- | ----- | -------- | -------- |
| Panajótisz Kulíngasz                                            | Finn dingi  | 921   | 1318  | 473   | 415   | 841   | 578   | (0)   | 4546     | 8.       |
| Odiszéasz Eszkidzóglu Themisztoklísz Magulász Jeórjiosz Zaímisz | Sárkányhajó | (349) | 1162  | 463   | 508   | 384   | 986   | 685   | 4188     | 8.       |